# Machów (Tarnobrzeg)
Machów – dzielnica Tarnobrzega (ulica Zakładowa), do 1976 r. wieś.
Osada istniała w tym miejscu już w VI–VIII wieku. Na terenie Machowa znajdowały się największe na świecie złoża siarki, które eksploatowane były metodą odkrywkową. Machów leży w podstrefie Tarnobrzeg Tarnobrzeskiej Specjalnej Strefy Ekonomicznej Euro-Park „Wisłosan”. Przemysł głównie wydobywczy i chemiczny – kopalnia „Machów” i zakłady „Siarkopol”.
Wyrobisko kopalniane zostało zabezpieczone i zasypane, a następnie stopniowo zalane, tworząc Jezioro Tarnobrzeskie o powierzchni 455 ha (4,55 km²) i maksymalnej głębokości 42 m.
W latach 1973–1976 w gminie Tarnobrzeg. 1 października 1976 włączony do Tarnobrzega.

## Osoby związane z Machowem
- Dorota Kozioł – dziennikarka i pisarka
- Stanisław Ordyk – działacz ludowy, dowódca oddziału Batalionów Chłopskich
- Wojciech Wiącek – włościanin i polityk